# قائمة كونتات البرتغال
هذه القائمة عن الكونتات البرتغال الذين حكم الكونتية (868-1139) باعتبارها إقطاعية داخل مملكة حيث كانت تابعة للعديد من ممالك المسيحية من مملكة أستورياس حتى مملكة جليقية ومملكة ليون وأيضا مملكة قشتالة، يقسم المؤرخين الكونتية إلى مقاطعتين حكمتها أسرتين.

## المقاطعة الأولى (1071-868)
تم استرداد مناطق الجنوبية من مملكة جليقية بين نهرين ليميا ودويرو حكمتها أسرة ڤيمارا بيريز الجاليقية ثم أسرة بيتوتيز التي تنسب إلى قشتالة من (920/873-1008).
| 'أسرة ڤيمارا بيريز' |                                             |  |      |      | |
| 1                   | ڤيمارا بيريز                                |  | 868  | 873  | |
| 2                   | لوسيديو ڤيمارنس                             |  | 873  | ؟    | ابن ڤيمارا بيريز. |
| 'أسرة بيتوتيز'      |                                             |  |      |      | |
| 3                   | مومدونا دياس (وأيضا مينيدو الأول غونثالث)   |  | 924  | 950  | ابنة الكونت "ديوغو فريناديز" والكونتيسة أونيجا التي غالباً ما يتم الخلط بينها وبين حفيدتها "أونيجا لوسيديس"، حكمت بالمناصفة مع زوجها الذي هو من أسرة بيتوتيز. |
| 4                   | غونزالو الأول مينيديث                       |  | 950  | 999  | ابن مينيدو الأول وفي عام 997 استخدام لقب "دوق كل البرتغاليين".                                                                                               |
| 5                   | مينيدو الثاني غونثالث                       |  | 999  | 1008 | ابن غونزالو، هو حمو ألفونسو الخامس ملك ليون. |
| 'أسرة ڤيمارا بيريز' |                                             |  |      |      | |
| 6                   | ألفيتو نونث                                 |  | 1008 | 1015 | هو من سليل ڤيمارا بيريز. |
| 7                   | نونو الأول ألفيتيث (وأيضا إيلدوارا مينيديث) |  | 1015 | 1028 | هو ابن ألفيتو حكم بالمناصفة مع زوجته التي هي ابنة مينيدو الثاني.                                                                                             |
| 8                   | مينيدو الثالث نونث                          |  | 1028 | 1050 | هو ابن نونو الأول |
| 9                   | نونو الثاني مينيديث                         |  | 1050 | 1065 | هو أخر سليل من أسرة ڤيمارا بيريز طالب بلقب ملك البرتغال ولكنه اعلن متمرداً وقتل على يد غارسيا الثاني ملك جليقية في معركة بيدروسو.                             |

## توحيد بورتس كال وليون وقشتالة (1093-1072)
في 1065 كانت كونتية بورتس كال ومملكة جليقية جزء من الأراضي المخصصة من قبل فرديناند الأول لابنه الأصغر غارسيا، الذي أصبح أول ملك يستخدام لقب «ملك البرتغال»، ومع ذلك كافح للسيطرة علي الجنوب (أي البرتغال)، مع انتصاره في 1071 في معركة بيدروسو التي هزم وقتل الكونت نونو مينديث، وبذلك انتهت كونتية بورتس كال.
لاحقاً في 1071 إخوته الكبار ألفونسو السادس من ليون وسانشو الثاني من قشتالة أخذوا مملكة جليقية (بما في ذلك البرتغال) وطرد غارسيا نحو إشبيلية، في الربيع التالي سانشو بدوره قتال ألفونسو وضم البرتغال التي كانت من نصيبه بعد التقسيم وزحه عن مملكة ليون ليكون ملك قشتالة وجليقية وليون والبرتغال الأوحد ومع ذلك اغتيل سانشو في وقت لاحق في سمورة الدوم المخلوع ألفونسو أصبح كـ ألفونسو السادس وبذلك أصبحت البرتغال كجزء من مملكته الموحدة.

### مملكة جليقية والبرتغال
مع هزيمة نونو مينديث الثاني في 1065 من قبل غارسيا من غاليسيا، بدأ هذا أن يطلق على نفسه ملك البرتغال، لاحقا في 1071 وطرد غارسيا من قبل ألفونسو وسانشو، وسانشو الثاني طرد أيضا شقيقه ألفونسو وبذلك أصبح خليفة غارسيا، ولكن مع اغتياله في 1072، جعل ألفونسو ملك كل عروش ليون وقشتالة والبرتغال وغاليسيا. 

#### سلالة خيمينيز
| # | الاسم                           |  | فترة الحكم    | نهاية الحكم   | اللقب             | ملاحظة                                                                    |
| - | ------------------------------- |  | ------------- | ------------- | ----------------- | ------------------------------------------------------------------------- |
| 1 | غارسيا الثاني ملك جليقية        |  | 1065          | 1071          | ابن فرناندو الأول |                                                                           |
| 2 | سانشو الثاني ملك قشتالة وليون   |  | 1071          | 7 أكتوبر 1072 | القوي             | ملك قشتالة (1065-1072) وجليقية من غارسيا وليون من ألفونسو                 |
| 3 | ألفونسو السادس ملك قشتالة وليون |  | 7 أكتوبر 1072 | 1093          | الشجاع            | ملك ليون وقشتالة (1065-1109) وجليقية وأيضا استخدام إمبراطور كل إسبان 1073 |

وفي عام 1093 قدم ألفونسو السادس مملكة جليقية (بما في ذلك بورتس كال وكويمبرا) كإقطاعية لصهره ريموند البرغوني وزوجته الوريثة أوراكا القشتالية لاحقا ملكة قشتالة وبعد ازياد سلطته قطع ألفونسو عام 1096 مقاطعتين بورتس كال وكويمبرا وقدمه لصهره الأخر هنريك البرغوني.

## المقاطعة الثانية (1139-1096)

### أسرة بورغندي
| # | الاسم               |  | بداية الحكم | النهاية       | اللقب                                                             | ملاحظة                                                                     |
| - | ------------------- |  | ----------- | ------------- | ----------------------------------------------------------------- | -------------------------------------------------------------------------- |
| 1 | الدوم ريموند        |  | 1093        | 1096          |                                                                   |                                                                            |
| 2 | الدوم إنريكه        |  | 1096        | 1112          |                                                                   | هو والد أفونسو إنريكه.                                                     |
| 3 | الدونا تيريزا       |  | 1112        | 1128          |                                                                   | حكمت كوصية العرش (1112 - 1128)، ومع لقب («ملكة»). وهي والدة ألفونسو إنريكه |
| 4 | الدوم أفونسو إنريكه |  | 1128        | 27 يوليو 1139 | الفاتح المؤسس ويعرف في الروايات العربية ب"ابن الرَّنك أو ابن الرَنْق" | هو أيرل البرتغال وأول ملك لبرتغال                                          |